# Dupilo
Dupilo este un sat din comuna Bar, Muntenegru.. Conform datelor de la recensământul din 2003, localitatea are 64 de locuitori (la recensământul din 1991 erau 42 de locuitori).

## Demografie
În satul Dupilo locuiesc 50 de persoane adulte, iar vârsta medie a populației este de 45,4 de ani (41,6 la bărbați și 48,6 la femei). În localitate sunt 23 de gospodării, iar numărul mediu de membri în gospodărie este de 2,78.
|  |

| Demografie | Demografie | Demografie |
| An         | Locuitori  | Locuitori  |
| ---------- | ---------- | ---------- |
|            |            |            |
|            |            |            |
|            |            |            |
|            |            |            |
| 1948       | 238        |            |
| 1953       | 245        |            |
| 1961       | 228        |            |
| 1971       | 145        |            |
| 1981       | 115        |            |
| 1991       | 42         | 40         |
| 2003       | 65         | 64         |

| \| Componența etnică conform recensământului din 2003[2] \| Componența etnică conform recensământului din 2003[2] \| Componența etnică conform recensământului din 2003[2] \| Componența etnică conform recensământului din 2003[2] \| Componența etnică conform recensământului din 2003[2] \| \| ----------------------------------------------------- \| ----------------------------------------------------- \| ----------------------------------------------------- \| ----------------------------------------------------- \| ----------------------------------------------------- \| \| \| \| \| \| \| \| Muntenegreni \| Muntenegreni \| \| 56 \| 87,5% \| \| Sârbi \| Sârbi \| \| 7 \| 10,93% \| \| necunoscută \| necunoscută \| \| 0 \| 0% \| |              |  |    |        |
| Componența etnică conform recensământului din 2003 |              |  |    |        |
| |              |  |    |        |
| Muntenegreni | Muntenegreni |  | 56 | 87,5%  |
| Sârbi | Sârbi        |  | 7  | 10,93% |
| necunoscută | necunoscută  |  | 0  | 0%     |